# Campos Sales (kommun)
Campos Sales är en kommun i Brasilien.   Den ligger i delstaten Ceará, i den östra delen av landet, 1 300 km nordost om huvudstaden Brasília. Antalet invånare är 26 510. Arean är 1 083 kvadratkilometer.
Terrängen i Campos Sales är platt åt sydväst, men åt nordost är den kuperad.
Följande samhällen finns i Campos Sales:
- Campos Sales

Omgivningarna runt Campos Sales är huvudsakligen savann. Runt Campos Sales är det glesbefolkat, med 9 invånare per kvadratkilometer.